# Mansuphantes mansuetus
Mansuphantes mansuetus är en spindelart som först beskrevs av Tord Tamerlan Teodor Thorell 1875.  Mansuphantes mansuetus ingår i släktet Mansuphantes och familjen täckvävarspindlar. Inga underarter finns listade i Catalogue of Life.